# Cuisine balinaise

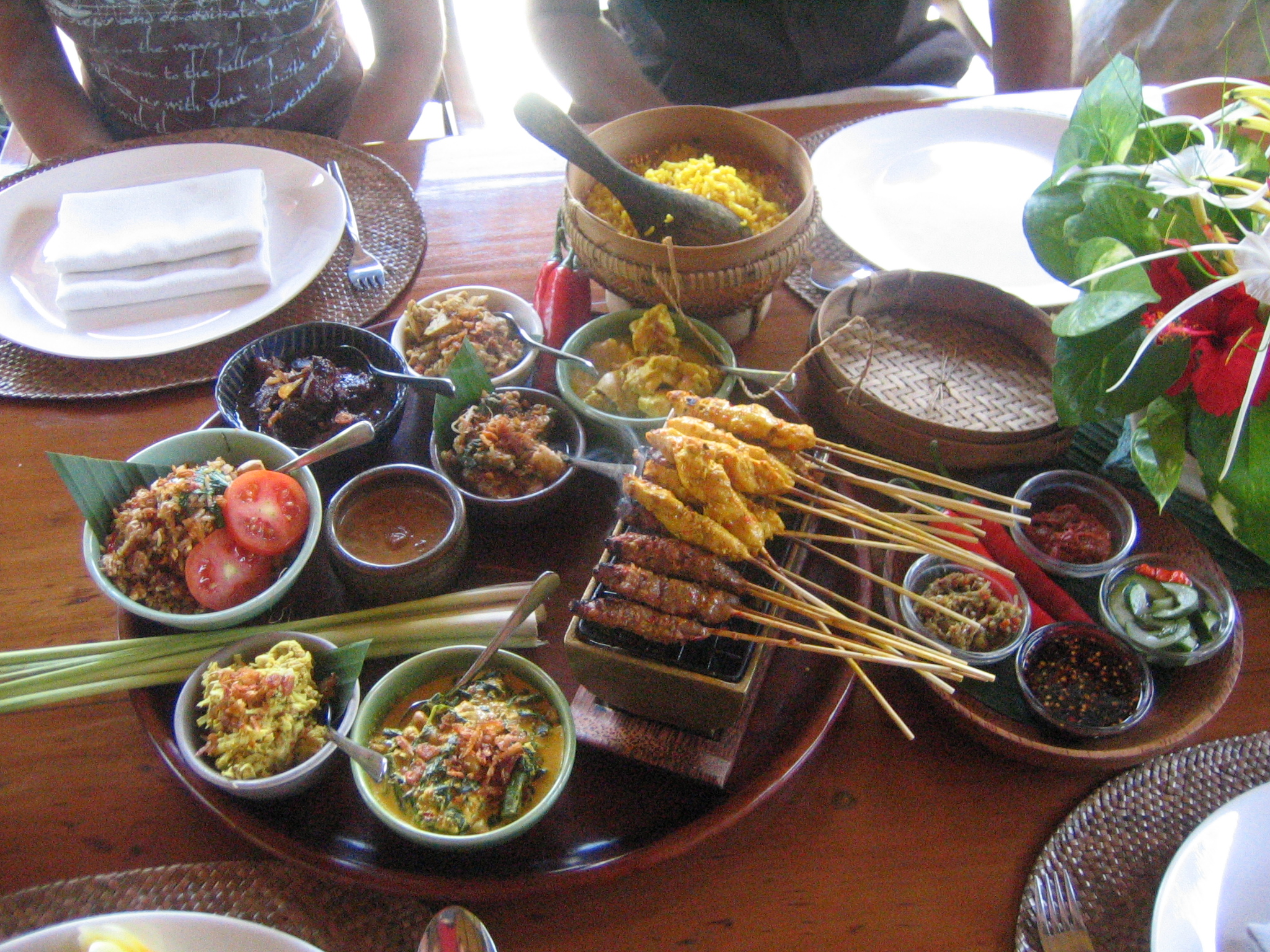
Exemples de plats balinais : sate lilit, nasi kuning, lawar et lala manis sambal.

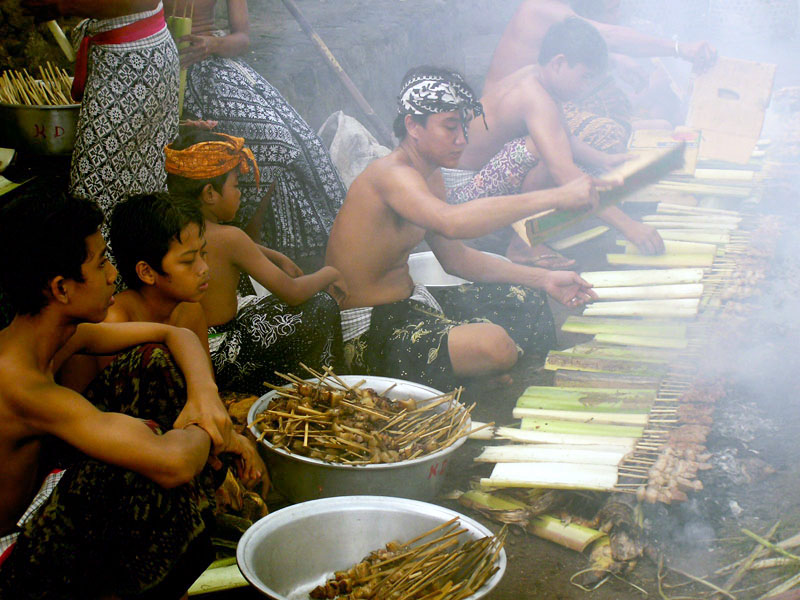
Balinais préparant des sate de porc.

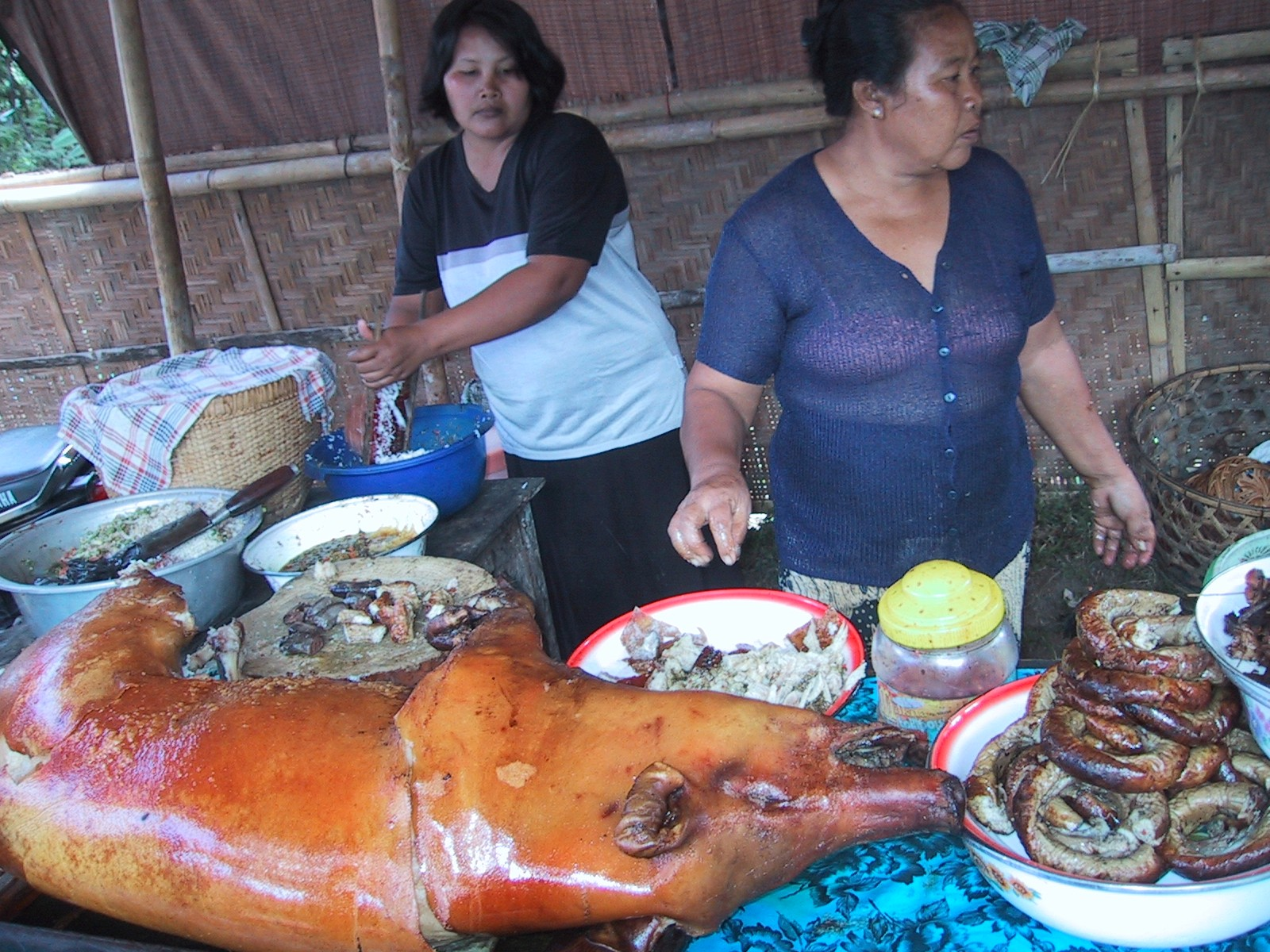
Babi guling, cochon de lait rôti.

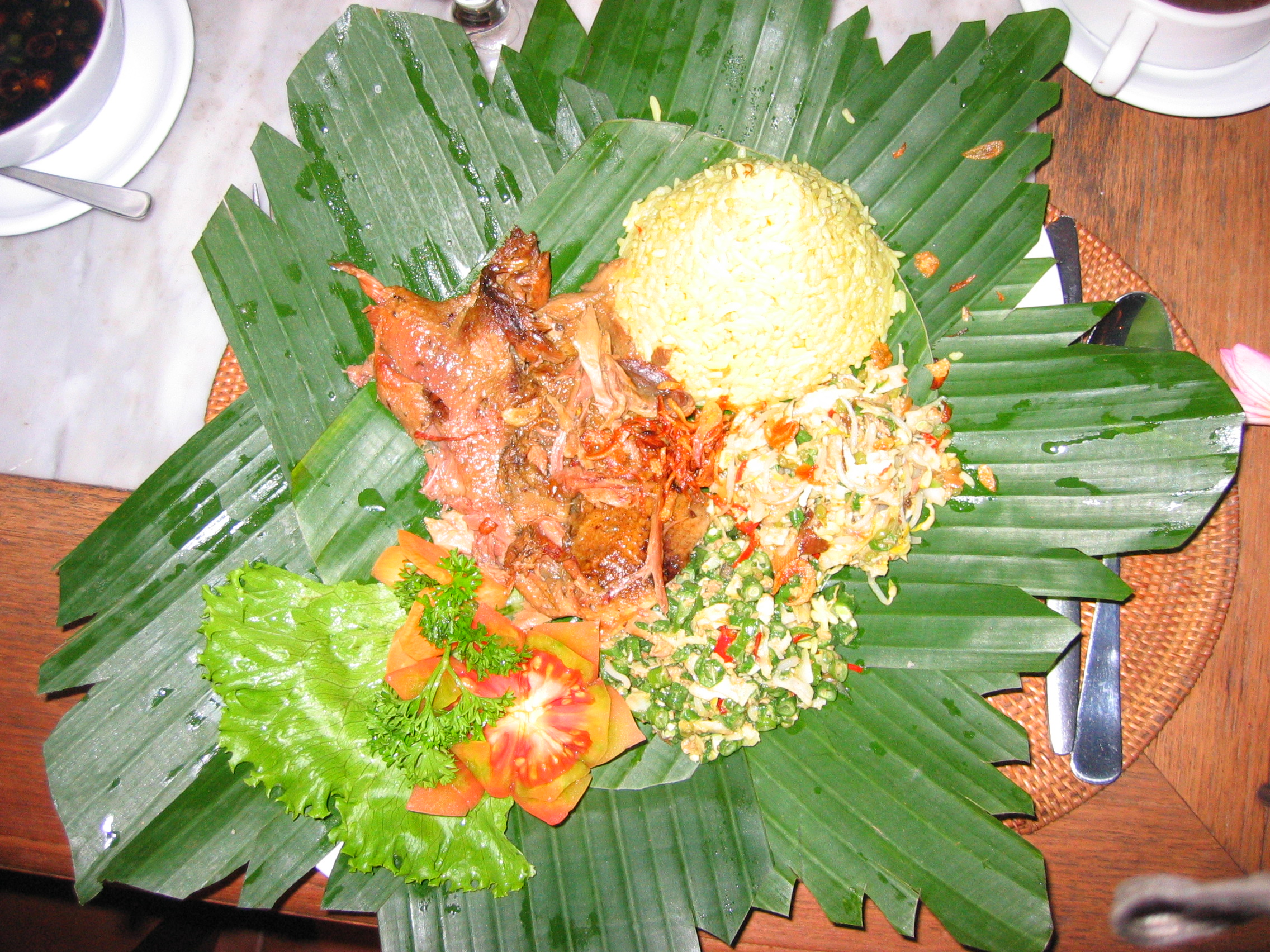
Bebek betutu (canard fumé).

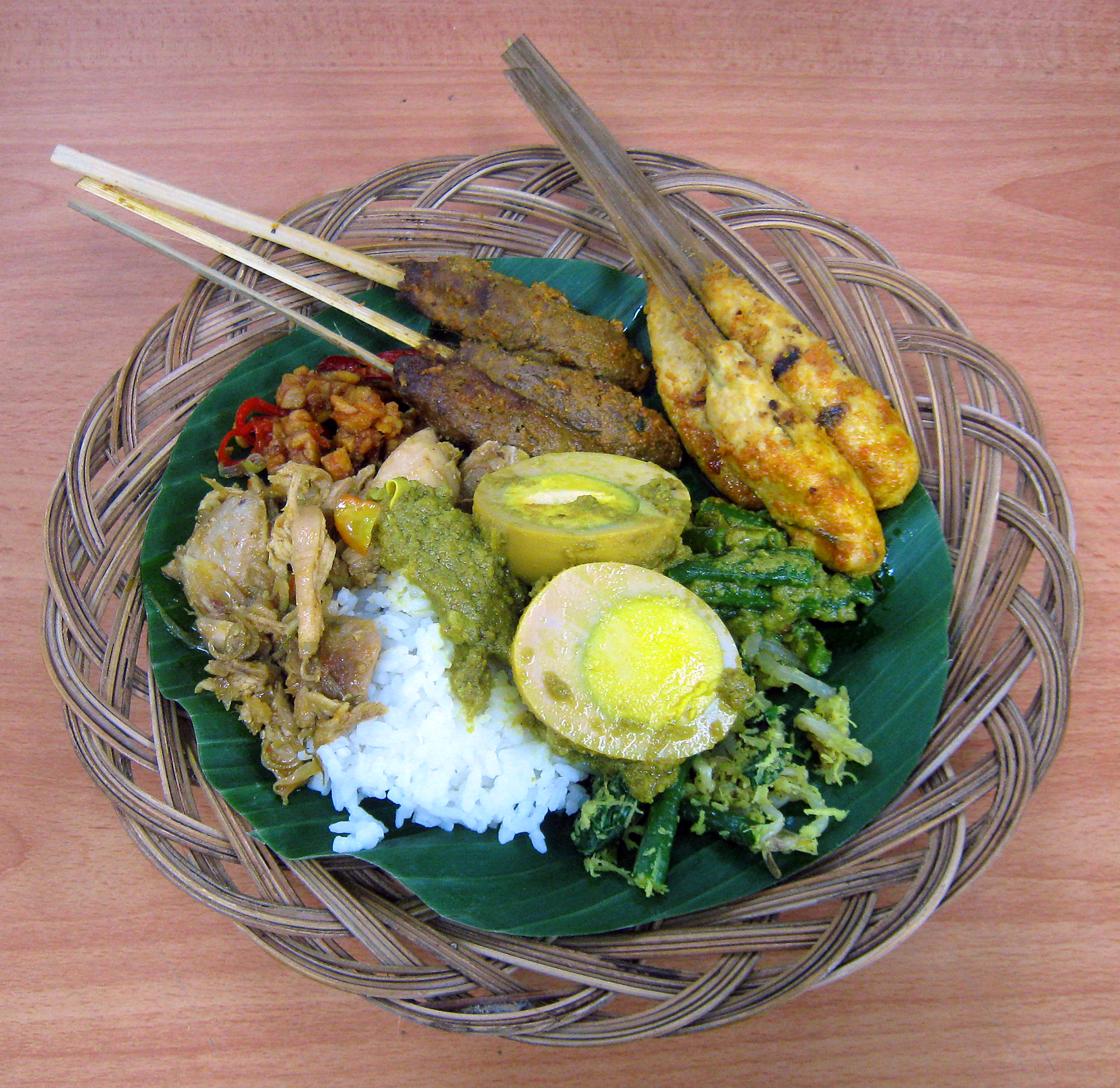
Nasi campur balinais avec de la viande et du sate lilit de poisson.

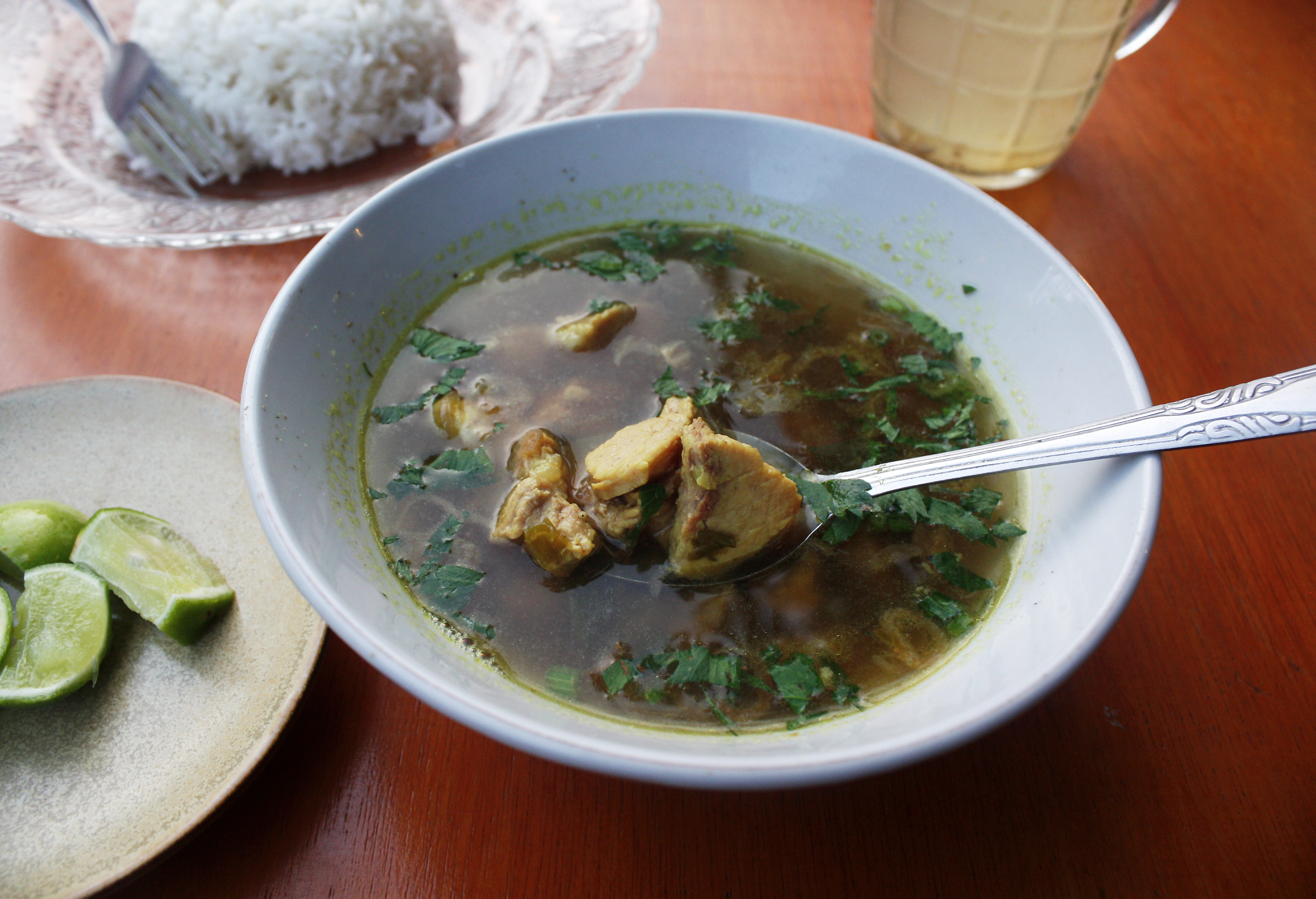
Soto babi, soto balinais de porc.

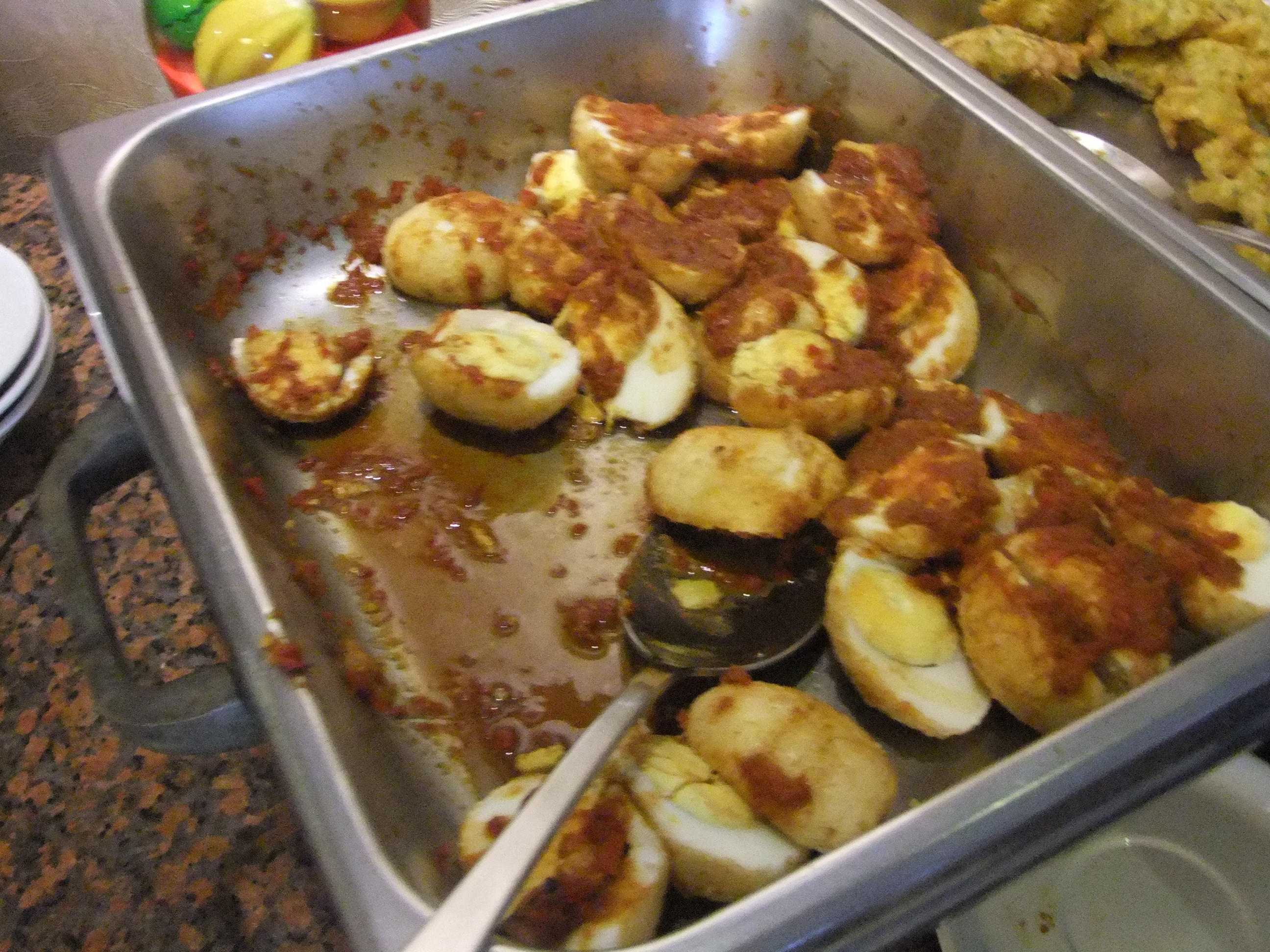
Telur bumbu de Bali (œufs durs épicés).

La cuisine balinaise est la cuisine des Balinais et de l'île volcanique de Bali. Elle utilise une riche variété d'épices, de légumes, de viandes et de poissons. Variante de la cuisine indonésienne, elle mélange des éléments indigènes et des influences du reste de l'Indonésie, de Chine et d'Inde. Les habitants étant hindouistes, les traditions culinaires sont relativement distinctes du reste de l'Indonésie.
Le riz est un ingrédient central et principal et est accompagné de légumes, de viande et de produits de la mer. Le porc, le poulet, les fruits, légumes et produits de la mer sont très utilisés. Cependant, comme chez tous les hindouistes, le bœuf n'est jamais ou très rarement consommé.
Bali est une destination touristique populaire, et l'île comprend un grand nombre d'écoles de cuisine. On trouve également sur l'île de nombreux restaurants de type occidental.

## Riz
Bali a une longue histoire et tradition de culture du riz, comme en témoigne le pluriséculaire système d'irrigation, nommé subak. Les temples balinais de l'eau (pura) régulent l'allocation de l'eau pour chaque rizière. L'hindouisme balinais vénère Dewi Sri, divinité du riz.

## Épices et assaisonnements
Le basa gede, aussi appelé basa rajang, est une pâte épicée que l'on retrouve dans de nombreux plats Elle est à base d'ail, de piment, d'échalote, de noix de muscade, de gingembre, de curcuma, de sucre de palme, de cumin, de pâte de crevettes et de feuilles de Salam (arômes indonésiens).
Les Balinais utilisent également le basa genep, un mélange d'épices servant de base pour de nombreux currys et de plats de légumes. Le bumbu est également utilisé pour les marinades. Le tabia lala manis, sauce soja épicée et le sambal matah sont des condiments populaires.

## Plats

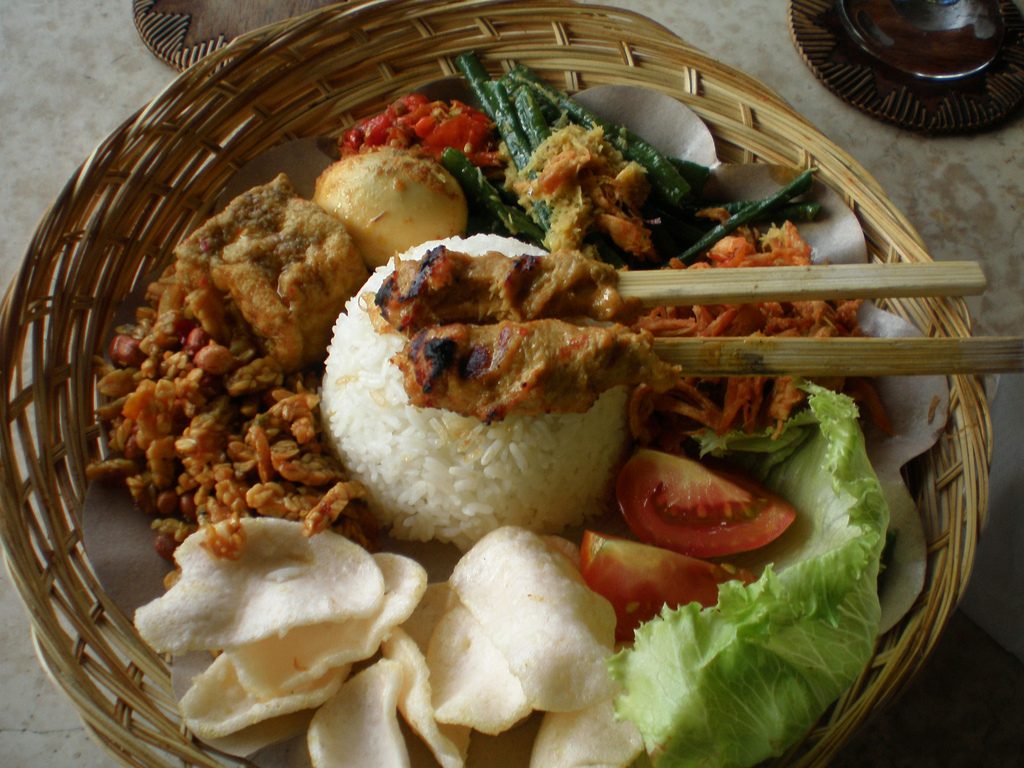
Nasi Campur plat de nasi putih accompagné d'autres plats en petites portions en Asie du Sud-Est.

Parmi les plats balinais les plus connus, on retrouve le lawar (noix de coco, ail, piment, avec de la viande et du sang de porc ou de poulet), le bebek betutu (canard farci d'épices, enroulé dans une feuille de bananier), les sate balinais, appelés sate lilit, à base de viande épicée, le babi guling ou celeng guling (cochon rôti et assaisonné de piment, de curcuma, d'ail et de gingembre).
À Bali, le mélange de riz et d'autres ingrédients est nommé nasi campur Bali ou, plus simplement, nasi Bali. La version balinaise de ce plat peut contenir du thon grillé, du tofu frit, du concombre, des épinards, du tempeh, du bœuf, des légumes au curry, du maïs et du piment.
Le betutu est consommé à Bali comme à Lombok, et dans les Petites îles de la Sonde occidentales, c'est un plat de volaille rôtie (poulet ou canard) avec des épices. Le lawar est un plat traditionnel de légumes et de viandes servi avec du riz. Il est composé de jacquier, de fleurs de bananier, de morceaux de viande et de couenne et de sang de porc. Le tout est broyé et mélangé avec de la citronnelle, des feuilles de combava, de l'échalote et de l'ail.

## Boissons
Le kopi Bali (café), et le thé chaud, teh panas, sont très populaires. Le brem est un alcool de riz balinais, à base de riz gluant (ketan) fermenté.

## Ingrédients
Le porc, le poulet, les produits de la mer et les légumes sont largement utilisés.
Les épices utilisées sont le Kaempferia galanga (galanga), l'échalote, l'ail, le curcuma, le gingembre et le combava. Le mélange balinais 8-épices est à base de poivre blanc et noir, coriandre, cumin, clou de girofle, noix de muscade, graines de sésame et de noix des Moluques. Le sucre de palme, la pâte de poisson et le basa gede (pâte épicée) sont aussi utilisés.
Les fruits utilisés sont : ramboutan,  mangues, mangoustan, bananes, jacquier, makiza, ananas, salak, duku, kelengkeng, wani ou mangue blanche (Mangifera caesia), papaye, longane, melon, oranges custard-apple, noix de coco et durian.

## Livres
- Heinz Von Holzen, Bali Unveiled: The Secrets of Balinese Cuisine (lire en ligne).
- Heinz Von Holzen, Street Foods of Bali (lire en ligne).
- Dr Vivienne Kruger, Ph.D., Balinese Food: The Traditional Cuisine and Food Culture of Bali, Tuttle Publishing, 2014, 304 p.  (ISBN 978-0804844505).
- Jonathan Copeland, Rob Goodfellow et Peter O'Neill, Forty Delicious Years 1974-2014. Murni's Warung, Ubud, Bali: From Toasted Sandwiches to Balinese Smoked Duck,  Orchid Press, 2014, 152 p.  (ISBN 9789745241817).
- Jonathan Copeland et Ni Wayan Murni, Secrets of Bali, Fresh Light on the Morning of the World, Orchid Press, 2010, 424 p.  (ISBN 978-9745241183).